# Dommartin-sous-Hans
Dommartin-sous-Hans ist eine französische Gemeinde mit 45 Einwohnern (Stand: 1. Januar 2022) im Département Marne in der Region Grand Est (bis 2015 Champagne-Ardenne). Sie gehört zum Arrondissement Châlons-en-Champagne und zum Gemeindeverband L’Argonne Champenoise.

## Geografie
Die Gemeinde Dommartin-sous-Hans liegt etwa auf halbem Weg zwischen Reims und Verdun, unmittelbar westlich der Argonnen. Das sechseinhalb Quadratkilometer umfassende Gemeindegebiet wird im Nordosten von der Bionne, einem kleinen Nebenfluss der Aisne, begrenzt. Das wenig reliefierte, fast waldlose Gemeindeareal ist Teil der Champagne sèche, der „trockenen Champagne“, auch „lausige Champagne“ (Champagne pouilleuse) oder „kreidehaltige Champagne“ (Champagne crayeuse) genannt. Entlang des Flusslaufes der Bionne haben sich Auwaldreste erhalten; im Südosten sind die Hänge eines langgezogenen Hügels namens Mont Yvron mit Bäumen bestanden. Der Mont Yvron bildet mit 203 Metern über dem Meer den höchsten Punkt in der Gemeinde, während der Großteil des überwiegend aus Getreidefeldern bestehenden Gemeindegebietes auf 140 bis 155 m über Meereshöhe liegt. Umgeben wird Dommartin-sous-Hans von den Nachbargemeinden Courtémont im Nordwesten und Norden, La Neuville-au-Pont im Nordosten, Maffrécourt im Osten, Valmy im Süden sowie Hans im Westen.

## Bevölkerungsentwicklung
| Jahr      | 1962 | 1968 | 1975 | 1982 | 1990 | 1999 | 2011 | 2021 |
| Einwohner | 97   | 82   | 75   | 70   | 53   | 55   | 56   | 50   |

Im Jahr 1836 wurde mit 147 Bewohnern die bisher höchste Einwohnerzahl ermittelt. Die Zahlen basieren auf den Daten von cassini.ehess und INSEE.

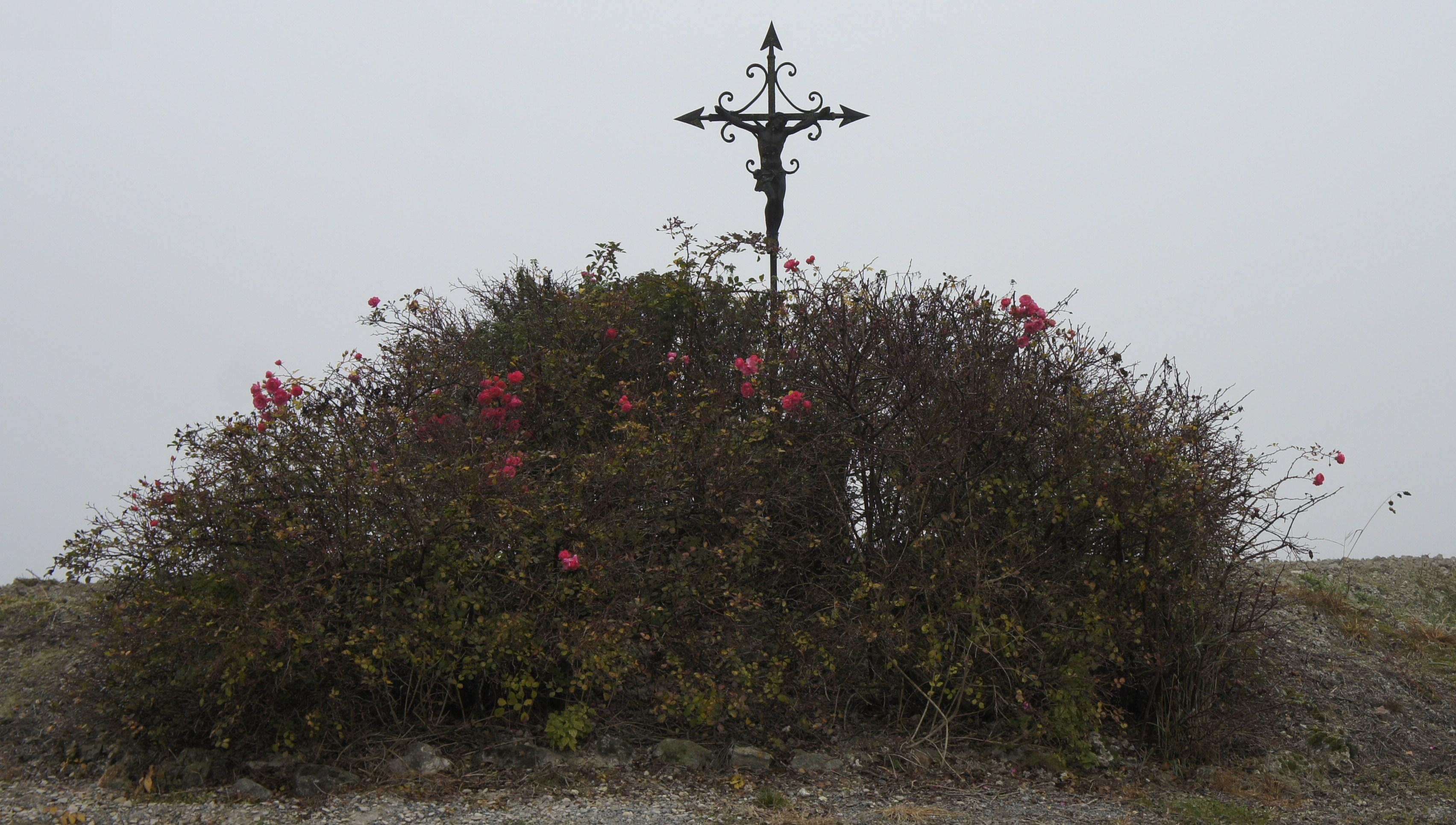
Calvaire

## Sehenswürdigkeiten
- Kirche Saint-Martin aus dem 13. Jahrhundert (Glockenturm aus dem 11. Jahrhundert), Monument historique[3]
- Lavoir (ehemaliges Waschhaus)
- Wasserturm
- Calvaire

Kirche St. Martin
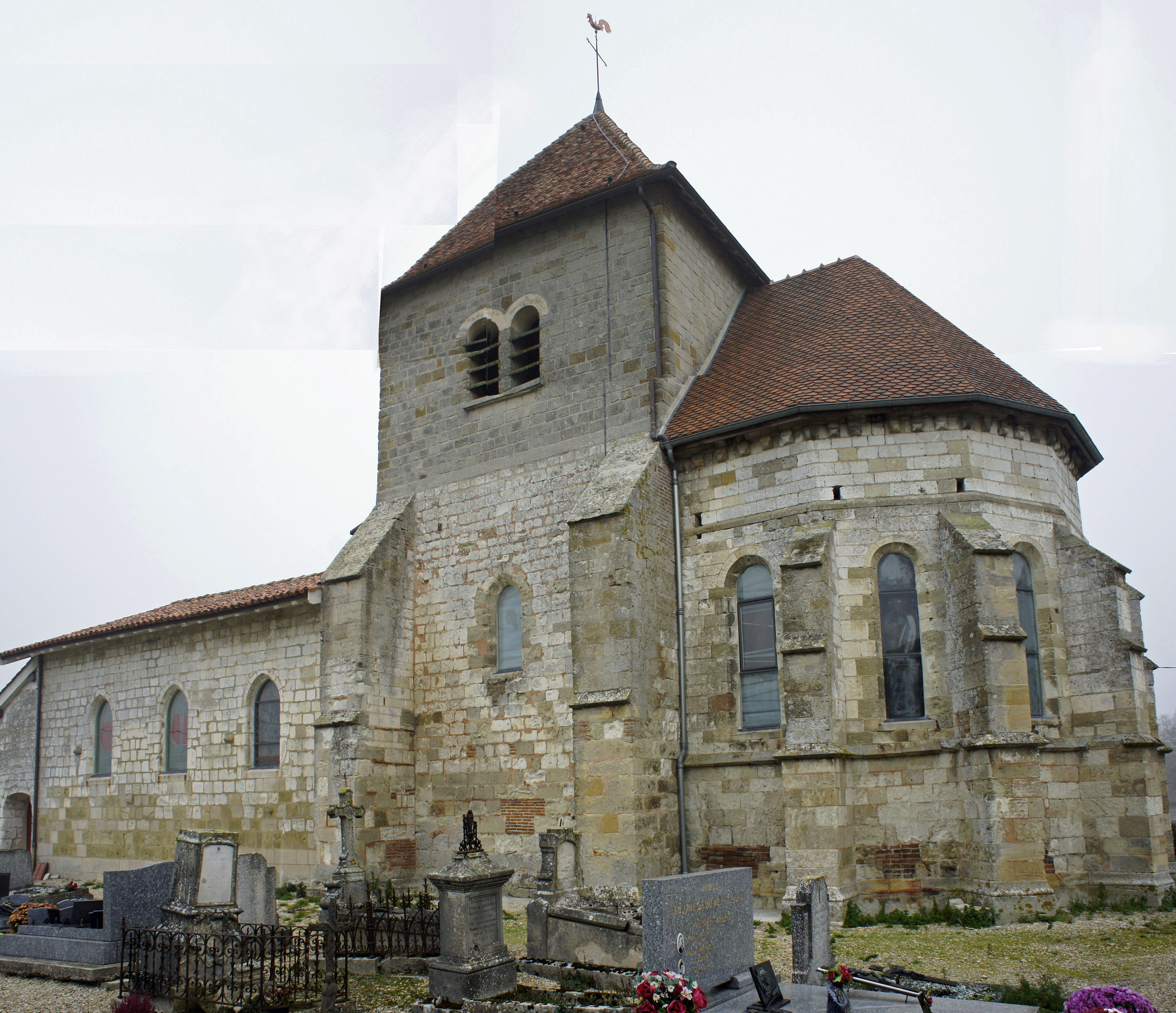
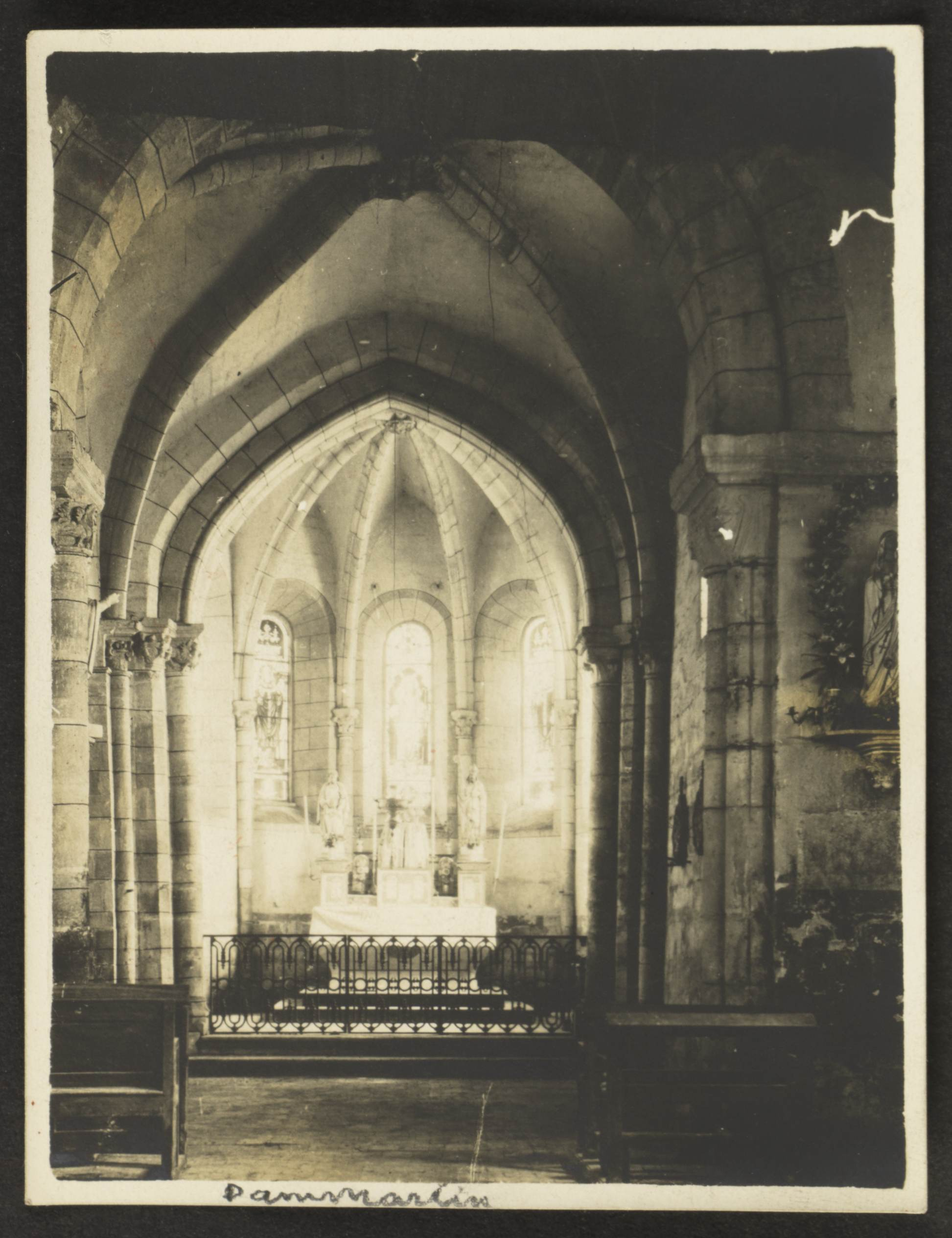
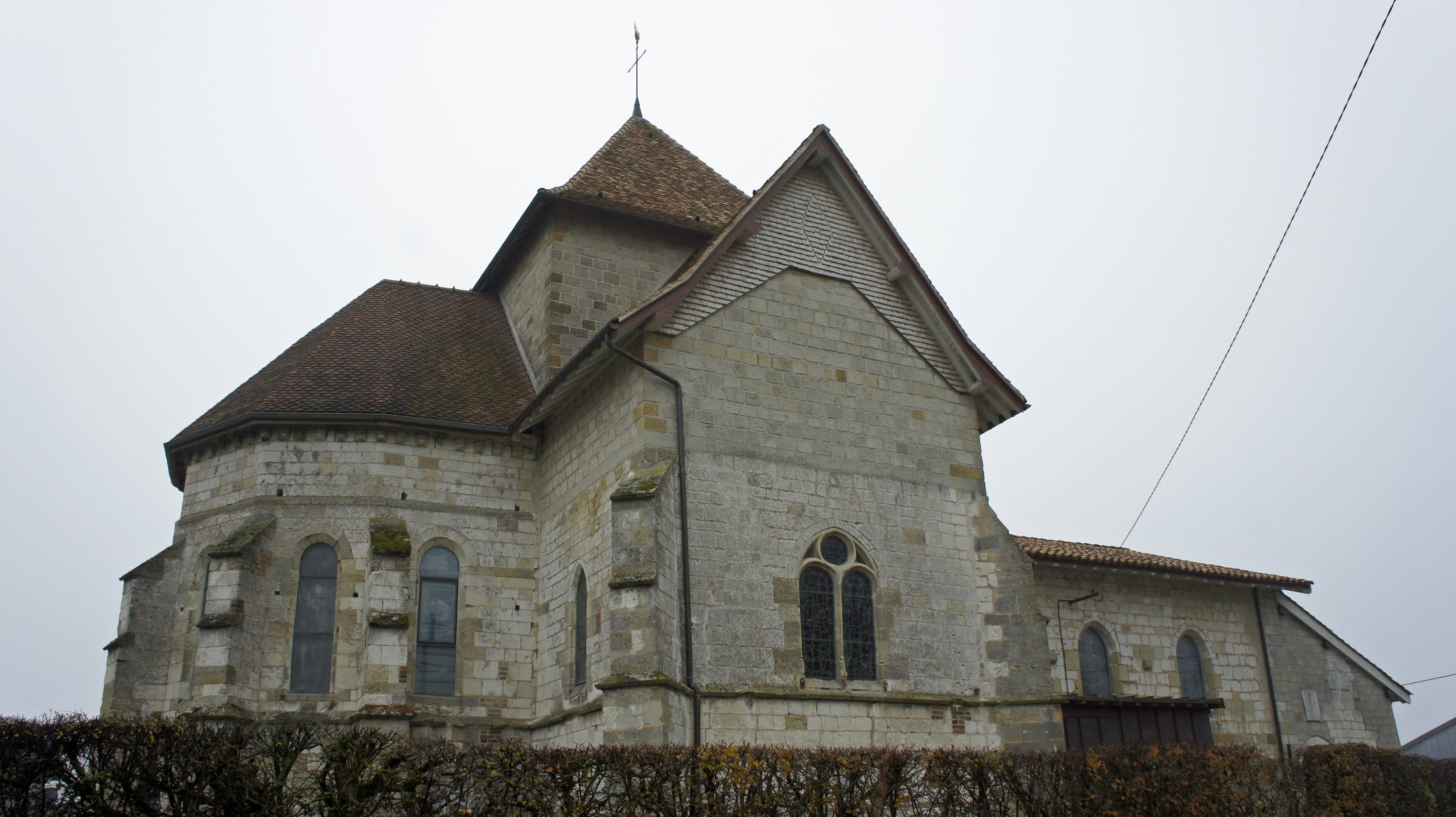

## Wirtschaft und Infrastruktur
In Dommartin-sous-Hans sind neun Landwirtschaftsbetriebe, die Getreide, Hülsenfrüchten und Ölsaaten anbauen, ansässig. Darüber hinaus gibt es einen kleinen Winzerbetrieb.
Dommartin-sous-Hans ist durch Straßen mit den Gemeinden Courtémont, Maffrécourt, Hans und Vienne-la-Ville verbunden. In der neun Kilometer entfernten Stadt Sainte-Menehould besteht ein Anschluss an die Autoroute A 4 (Paris-Straßburg). Der Bahnhof Sainte-Menehould liegt an der Bahnstrecke Saint-Hilaire-au-Temple–Hagondange.

## Belege
1. ↑  Dommartin-sous-Hans auf cassini.ehess.fr
2. ↑  Dommartin-sous-Hans auf insee.fr
3. ↑  Eglise in der Base Mérimée des französischen Kulturministeriums (französisch)
4. ↑  Landwirtschaftsbetriebe auf annuaire-mairie.fr (französisch)